# Furkas
Furkas – w tradycji okultystycznej, pięćdziesiąty duch Goecji. Znany również pod imionami Furcas, Forcas, Forkas i Forras. By go przywołać i podporządkować, potrzebna jest jego pieczęć, która według Goecji powinna być zrobiona z ołowiu.
Jest rycerzem (jako jedyny w Goecji), wielkim wodzem piekła. Rozporządza 20, a według Dictionnaire Infernal 29 legionami duchów.
Naucza różnych aspektów filozofii, astrologii, logiki, retoryki, estetyki, chiromancji i piromancji. Dzieli się wiedzą z zakresu ziół i kamieni szlachetnych. Może uczynić człowieka niewidzialnym i sprytnym. Odnajduje zagubione rzeczy i skarby.
Wezwany, ukazuje się pod postacią potężnego starca z długą brodą i siwymi włosami, który trzyma w dłoni ostry dziryt i dosiada wielkiego, płowego rumaka.